# 政府犯罪
政府犯罪或稱國家犯罪（英語：state crime），指國家機關、官員以及政治人士於政府體系從事的損害活動。此概念在治安公共政策、國際法、國際犯罪等領域所用，如在種族屠殺及文化滅絕等等議題上，來檢視政府以政策或政府公權力從事的損害基本人權的問題。
政府犯罪的學術定義為：「涉及違反人權的政府組織偏差」（英語：state organisational deviance involving the violation of human rights）。政府犯罪研究處理政府貪瀆、種族屠殺、自然災害、政商犯罪及刑求等政策上及行政上的偏差行為，主要專門跨領域學術期刊為《政府犯罪學刊》（英語：State Crime Journal）。

## 定義

米爾格倫實驗設計：實驗者（E）命令受測者（T）對學生（L）給予「電擊」。

米爾格倫實驗結果，顯示絕大多數受測者會服從權威給與最高電擊。

政府犯罪的學術定義為：「涉及違反人權的政府組織偏差」（英語：state organisational deviance involving the violation of human rights）：此定義涉及三個互相關連的重要觀念，包括「政府」、「組織偏差行為」和「人權」。

### 政府
不管政府性質是自由還是專制的，政府都有權去執行一些，若不是政府去做的話，就會被認為是暴力或敲詐的行為；正如社會學家馬克斯·韋伯對政府“壟斷正當使用武力”（英語：monopoly of the legitimate use of force）的描述。壟斷的正當性則根基於創造共識來對政府和人民制定的一套常識性規則，而這些正當性可能來自“自發願意遵守”、“被動默許”或“根深蒂固的依賴”（英語：‘willing compliance’, ‘passive acquiescence’, ‘ingrained dependence’）。
在使用武力方面，政府之所以能取得人民“自發願意遵守”的正當合法性，是透過定義政治目的、界定政治我者和他者，散佈以武力對付他者的宣傳、理據和政策，以期這些政治目的會被遵循並執行。例如探討人類對權威服從的「服從的危險」的米爾格倫實驗中，發現當權威者命令某人傷害另一個人，即使受令者聽到受害者的痛苦尖叫聲，因而道德上感到不安，絕大多數情況下權威者還是可以繼續命令他持續傷害；顯示人對於權威服從意願之高，願去做出超乎任何尺度的行為。
若不當或過當執行公權力的權威，就可能引發「服從型犯罪」（英語：crimes of obedience），特別指在政府、軍隊等等組織中，不顧道德不安或使用武力的正當合法性，仍去執行權威所下達的命令，屈服於掌權者或政府的牢制。

### 組織偏差行為
在社會學及犯罪學中，偏差行為指違反社會規則的行為；白領犯罪及組織偏差的文獻將組織偏差行為的定義總結為：行為偏差的認定，第一要件是該受眾接受一套正常行為的社會規則，第二要件是該受眾將某行為詮釋成違反規則，第三要件則是施予制裁，如此該社會受眾界定某偏差行為:4。

### 人權
由於世界人權宣言中的定義關乎人權的普世規範價值，故簽署的各國政府都接受此規則，在刑求、戰犯或死刑等政策及行為上，不得做出組織偏差行為，就算是執行反恐任務時也是如此。為了確保國家政府不會做出違反人權的組織偏差行為，現存歐洲人權委員會、歐洲人權法庭、聯合國人權委員會等等一些主要對政府犯罪進行控制的知名超國家組織；然而，聯合國人權委員會雖有理想及理念，但其實權受到限制，不如前兩者能發揮影響力來保障個人不受政府犯罪的侵害。

## 案例研究

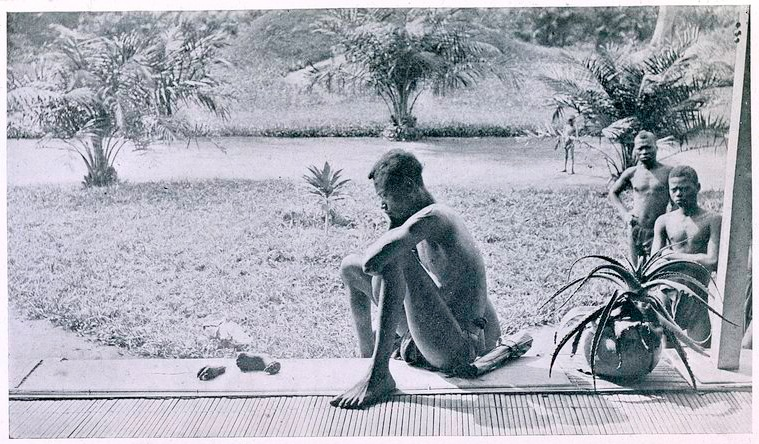
一位剛果父親凝視其5歲女兒遭砍下的手和腳：此相片說明由比利时国王利奥波德二世的剛果自由邦殘酷殖民統治的歷史，為當代政府犯罪研究案例之一。

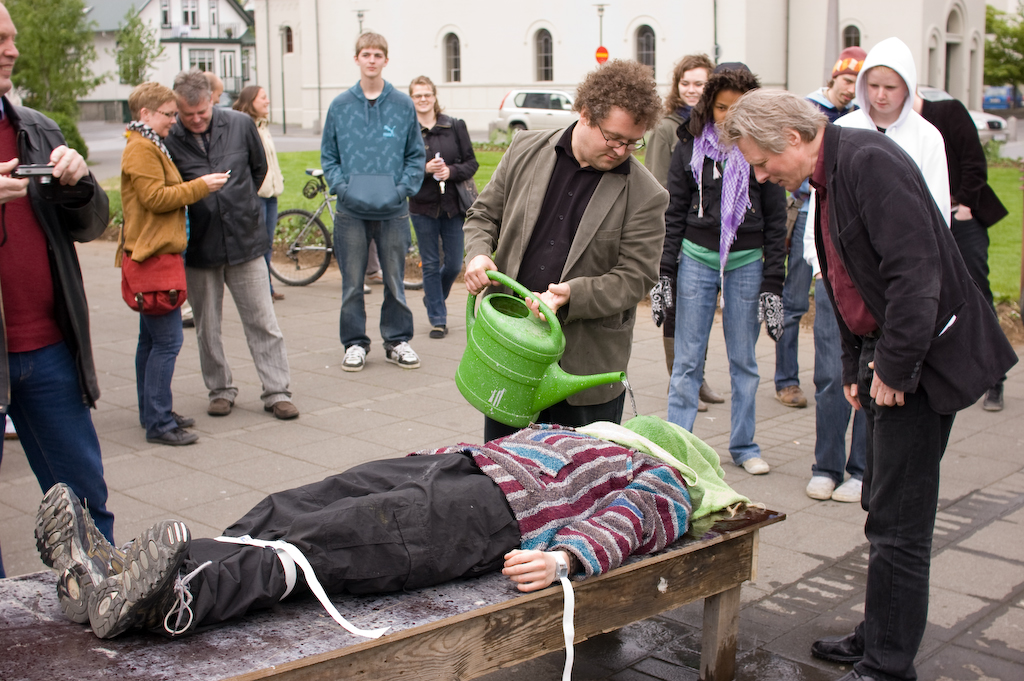
2008年對於美國執行水刑的抗議，當時美國國務卿賴斯訪問冰島。

1990至2010年代，歷經二十年的學術成果累積，學者在研究政府犯罪此「最嚴重的犯罪」上已有所成果，而政府犯罪的研究主題則包括「政－企犯罪」、「政治犯罪」、「國際刑法及人道法的違犯」（包括種族屠滅、戰犯及危害人类罪）:33。各國政府之前或及正進行的違反人權的組織偏差行為也因而受到政府犯罪研究者的關注及分析。

### 剛果
關於剛果自由邦（1885年至1908年）進行的國家犯罪案例研究，並認為剛果自由邦者以系統地最小化組織和個人殘酷行為的倫理代價的手段，來合理化其“過度”的犯行，包括強暴、掠奪、截肢等虐行。

### 中國大陸
儘管中國人民解放軍在六四事件中，在天安門廣場及週邊進行大屠殺，中國政府設法逃過避免了聯合國人權委員會的正式處理和制裁；此事件也挑戰了國際組織對於政府犯罪的評判及制裁能力及正當。
中國政府被指涉及新疆種族滅絕，聯合國人權事務高級專員辦事處在2022年發表《聯合國新疆人權報告》，認為中國政府的行為可能構成「危害人類罪」。
在大中華地區的跨境組織犯罪研究中，因中國大陸改革開放後中國大陸、香港、澳門、及台灣之間跨國及跨境活動頻繁，衍生出各種組織犯罪及政經間諜活動；研究結果發現因各別政府單位涉及複雜的司法刑事及政治關係，顯示出各地區或國家政府從掠奪型國家（英語：predatory state，指政府帶頭掠取資源轉給利益集团）轉型為發展型國家（指政府主導總經計劃活動）差異發展。

### 美國
由於美國政府在布希與錢尼當政期間在中東開啟的「反恐」戰事及刑求問題，引發是否應收到相當於納粹領導人在第二次世界大戰後所受到的審判和制裁（紐倫堡大審），為了要符合紐倫堡大審的要件，遭控的行為得是陰謀顛覆憲法秩序，因此部份學者將這些美國政府行動稱為「反民主的政府犯罪」（英語：state crimes against democracy, 或SCADs），學者Lance deHaven-Smith檢視反民主的政府犯罪的證據，認為證據廣泛並適當，足以符合的紐倫堡大審標準來展開相關的調查、審判和制裁行動。學者如Manwell及Doig進一步指出大眾應得知政府和媒體如何操縱民意來沒收公民自由和職責，特別在911事件後的恐懼、帝國主義和戰爭宣傳背景下，政策應改革鼓勵公民社會責任批判性地檢視政府及媒體所提供的資訊。

## 學術發展和主要期刊
自20世紀後期以來，關於政府犯罪已有不少選集、專書出版，提供了該領域的概念和經驗的總述，來界定該領域的深度和廣度。
政府犯罪研究處理政府貪瀆、移民、反恐、種族屠殺、自然災害、政商犯罪及刑求等政策上及行政上的偏差行為，主要專門跨領域學術期刊為由政府犯罪國際研究計劃發行的《政府犯罪學刊》（英語：State Crime Journal），該期刊於2011年正式發行時由诺姆·乔姆斯基發表演說。